# Jujitsu tại Đại hội Thể thao Đông Nam Á 2021
Nhu thuật hay Jujitsu là một trong những môn thể thao được tranh tài tại Đại hội Thể thao Đông Nam Á 2021 ở Việt Nam. Môn Jujitsu tại SEA Games 31 chỉ diễn ra trong 2 ngày (14/5 và 15/5) tại Nhà thi đấu Đan Phượng (huyện Đan Phượng, Hà Nội).

## Nội dung thi đấu
Môn Jujitsu tại SEA Games 31 có 6 nội dung thi đấu: 3 nội dung dành cho nam và 3 nội dung dành cho nữ. Mỗi nội dung thi đấu là 1 hạng cân, cụ thể:
- Nam: GI. 62kg, GI. 69kg, NO GI. 56kg

- Nữ: GI. 48kg, GI. 62kg, NO GI. 45kg

## Chương trình thi đấu
Môn Jujitsu tại SEA Games 31 khởi tranh vào ngày 14/5. Trước đó, vào ngày 12/5 sẽ diễn ra cuộc họp của các Trưởng đoàn của các đội tham dự. Cuộc họp kỹ thuật dành cho các trọng tài diễn ra vào ngày 13/5.
| Ngày  | Giờ           | Nội dung                                                               |
| ----- | ------------- | ---------------------------------------------------------------------- |
| 14/05 | 09:00 - 11:30 | Vòng sơ loại GI: 62kg (nam) và 48kg, 62kg (nữ)                         |
| 14/05 | 13:30 - 15:30 | Vòng bán kết GI: 62kg (nam) và 48kg, 62kg (nữ)                         |
| 14/05 | 16:00 - 17:30 | Chung kết GI: 62kg (nam) và 48kg, 62kg (nữ) Lễ trao thưởng             |
| 15/05 | 09:00 - 11:30 | Vòng sơ loại GI: 69kg (nam) và NO Gi 45kg (nữ), 56kg (nam)             |
| 15/05 | 13:30 - 15:30 | Vòng bán kết GI: 69kg (nam) và NO Gi 45kg (nữ), 56kg (nam)             |
| 15/05 | 16:00 - 17:30 | Chung kết GI: 69kg (nam) và NO Gi 45kg (nữ), 56kg (nam) Lễ trao thưởng |

## Bảng huy chương
| Hạng               | Đoàn               | Vàng | Bạc | Đồng | Tổng số |
| ------------------ | ------------------ | ---- | --- | ---- | ------- |
| 1                  | Philippines        | 2    | 2   | 2    | 6       |
| 2                  | Việt Nam           | 2    | 1   | 2    | 5       |
| 3                  | Thái Lan           | 1    | 1   | 3    | 5       |
| 4                  | Singapore          | 1    | 1   | 1    | 3       |
| 5                  | Malaysia           | 0    | 1   | 1    | 2       |
| 6                  | Indonesia          | 0    | 0   | 2    | 2       |
| 7                  | Campuchia          | 0    | 0   | 1    | 1       |
| Tổng số (7 đơn vị) | Tổng số (7 đơn vị) | 6    | 6   | 12   | 24      |

## Danh sách huy chương

### Nam
| Nội dung | Vàng                       | Bạc                             | Đồng                             |
| -------- | -------------------------- | ------------------------------- | -------------------------------- |
| 56 kg    | Đào Hồng Sơn · Việt Nam    | Tang Yong Siang · Singapore     | Komkrit Keadnin · Thái Lan       |
| 56 kg    | Đào Hồng Sơn · Việt Nam    | Tang Yong Siang · Singapore     | Jan Vincent Cortez · Philippines |
| 62 kg    | Suwijak Kuntong · Thái Lan | Carlo Angelo Peña · Philippines | Sunardi Muliawan · Indonesia     |
| 62 kg    | Suwijak Kuntong · Thái Lan | Carlo Angelo Peña · Philippines | Cấn Văn Thắng · Việt Nam         |
| 69 kg    | Noah Lim · Singapore       | Adam Akasyah · Malaysia         | Muhamad Nurul Fikri · Indonesia  |
| 69 kg    | Noah Lim · Singapore       | Adam Akasyah · Malaysia         | Marc Alexander Lim · Philippines |

### Nữ
| Nội dung | Vàng                          | Bạc                                 | Đồng                                 |
| -------- | ----------------------------- | ----------------------------------- | ------------------------------------ |
| 45 kg    | Phùng Thị Huệ · Việt Nam      | Jollirine Gonzalez Co · Philippines | Mab Sokhouy · Campuchia              |
| 45 kg    | Phùng Thị Huệ · Việt Nam      | Jollirine Gonzalez Co · Philippines | Tadaporn Sakaew · Thái Lan           |
| 48 kg    | Margarita Ochoa · Philippines | Dương Thị Thanh Minh · Việt Nam     | Kanjutha Phattaraboonsorn · Thái Lan |
| 48 kg    | Margarita Ochoa · Philippines | Dương Thị Thanh Minh · Việt Nam     | Bless Khoon Yin Yeap · Malaysia      |
| 62 kg    | Annie Ramirez · Philippines   | Orapa Senatham · Thái Lan           | Fiona Toh · Singapore                |
| 62 kg    | Annie Ramirez · Philippines   | Orapa Senatham · Thái Lan           | Nguyễn Ngọc Tú · Việt Nam            |